# El Saucillo, San Miguel de Allende
El Saucillo är en ort i Mexiko.   Den ligger i kommunen San Miguel de Allende och delstaten Guanajuato, i den centrala delen av landet, 250 km nordväst om huvudstaden Mexico City. El Saucillo ligger 1 900 meter över havet och antalet invånare är 178.
Terrängen runt El Saucillo är platt norrut, men söderut är den kuperad. Runt El Saucillo är det ganska tätbefolkat, med 96 invånare per kvadratkilometer. Närmaste större samhälle är San Miguel de Allende, 16,7 km öster om El Saucillo. I omgivningarna runt El Saucillo växer huvudsakligen savannskog.